# 祖亞昆·加西亞
祖亞昆·加西亞·巴貝羅（Joaquín García Barbero，1986年1月12日－），生於西班牙巴塞隆拿，西班牙足球運動員，司職進攻中場。

## 球員生涯
祖亞昆生於西班牙巴塞隆拿，畢業於格拉馬內特的青年隊，並在2009年3月19日以0–1僅負翁蒂年特的西班牙乙二級聯賽在下半場入替，成為其球員生涯處子戰。
直到2011年夏天格拉馬內特降級後，他轉投同一聯賽球會巴達隆拿，在三個賽季期間經常代表球隊出賽。
隨後他在2014年8月7日加盟第三級聯賽球隊科爾內亞，奈何由於出場機會甚少，所以他在2015年1月3日職業生涯首次出國外流，加盟塞浦路斯甲組聯賽球會艾治拿斯，並在2月2日主場以0–2不敵阿波羅利馬素的比賽中首次亮相。
2017年2月，他加盟泰國第四級聯賽球會北欖府。到2017年7月加盟新成立的港超聯球隊夢想FC，並在9月16日對陽光元朗的第三場聯賽，兩度開出角球協助球隊反先，更在63分鐘取得加盟後的首個入球，協助夢想FC取得球會歷史上首場勝仗以3–1勝出。

## 球場以外
由於「Joaquín」的西班牙語發音相近而被夢想的教練團和隊友們以「華健」稱呼。

## 外部連結
- BDFutbol profile （页面存档备份，存于）
- Soccerway資料庫